# Данієль Ясинські
Данієль Ясинські (нім. Daniel Jasinski, нар. 4 серпня 1989, Бохум, Німеччина) — німецький легкоатлет, бронзовий призер Олімпійських ігор 2016 року.

## Кар'єра
| Рік  | Чемпіонат                     | Місце проведення         | Місце  | Результат |
| ---- | ----------------------------- | ------------------------ | ------ | --------- |
| 2011 | Чемпіонат Європи серед молоді | Острава, Чехія           | 6      | 57.71 м   |
| 2011 | Універсіада                   | Шеньчжень, Китай         | 9      | 57.96 м   |
| 2014 | Чемпіонат Європи              | Цюрих, Швейцарія         | 7      | 62.04 м   |
| 2015 | Чемпіонат світу               | Пекін, Китай             | 15 (q) | 61.70 м   |
| 2016 | Чемпіонат Європи              | Амстердам, Нідерланди    | 8      | 63.35 м   |
| 2016 | Олімпійські ігри              | Ріо-де-Жанейро, Бразилія | 3      | 67.05 м   |